# 德明財經科技大學
德明財經科技大學（英語：Takming University of Science and Technology，縮寫：TMUST），簡稱：德明財經科大、德明科大，是一所位於臺灣臺北市內湖區商管為主的私立科技大學。1965年由陳寶馨女士創辦，2007年升格為德明財經科技大學。目前設有財金、管理、資訊三個學院、十二個系、六個系設分組以及兩個研究所。

## 校史
德明科大與已停辦的香港德明中學雖然各自獨立營運，但兩校有極其深厚的歷史淵源，並且使用相同的校訓、校歌與校徽。
1931年，廣東革命聞人胡漢民先生因感教育之重要，與陳濟棠將軍等會商籌辦一僑校，期以實行教育救國作為學校宗旨，並以國父孫中山先生之譜名「德明」為校名，且以國父誕辰紀念日為校慶日，復由胡漢民先生書「篤信好學」四字作為校訓。1934年正式成立開課，此即香港的著名學府德明中學。大陸政權轉移後，陳濟棠將軍由海南來台，仍欲在臺灣興辦教育事業，因此四處尋覓校地，然積勞成疾，於1954年逝世，辦學之事因而暫歇。其間香港德明中學仍執續運作，直至1986年始結束辦學。1962年，陳濟棠女兒陳寶馨女士首度來台，決定繼承父志在台興學。隔年，陳寶馨女士再度來台勘查校地，選定內湖現址為辦學之所，原欲申辦中學；旋為時代環境之需要，決定設立「專科學校」。
德明行政管理專科學校
- 1963年 陳寶馨女士來台勘查校地，選定內湖現址為辦學之所，決定設立「德明行政管理專科學校」。
- 1965年 教育部准予德明行政管理專科學校立案，7月董事會成立，推時任司法行政部長鄭彥棻先生為董事長，以崔載陽先生為首任校長，於11月12日（國父誕辰紀念日）首屆新生開學。
- 1965年創校之初為紀念創辦人陳濟棠（字伯南）將軍，圖書館以「伯南館」命名。

德明商業專科學校
- 1974年 為因應國家需要，配合經建發展，改名為「私立德明商業專科學校」，簡稱德明商專。
- 1977年 電子計算機中心成立。
- 1983年 擴建伯南館，興建五層式伯南紀念館落成。
- 1987年 董事會改組，由企業家陳兩傳先生接任董事長。
- 1987年 教育部規劃提昇技職教育品質，德明商業專科學校配合政策，延聘師資與充實設備。
- 1999年 綜合教學大樓落成啟用。

德明技術學院2000年 奉准升格為德明技術學院。
- 2001年 原日新體育館改建為又新樓落成。
- 2002年 起招收日間部四技。
- 2003年 起停招五專部。
- 2004年6月16日加入八芝連圖書館館際合作組織。
- 2005年 成立資訊學群、管理學群、財金學群。
- 2005年 將學生活動中心舊舍，開闢「圖書二館」、美食街。
- 2006年7月6日教育部函同意核校籌備改名科技大學。
- 2007年 通過教育部更名訪視，校名為德明科技大學。
- 2007年 三大學群改制為資訊學院、管理學院、財金學院。

德明財經科技大學
- 2007年8月1日改名為科技大學，教育部核定校名為「德明財經科技大學」，英文校名為「Takming University of Science and Technology」。
- 2008年，原學生機車停車場拆除，德明研究推廣大樓正式動土興建。
- 2008年，拆除男舊宿舍，改建為學生戶外表演舞台。
- 2009年，成立RFID實驗室。7月捷運內湖線通車，西湖站加註為德明科大站，英文加註Takming Univ.
- 2012年，增設不動產投資與經營學位學程。理財與稅務管理研究所併入財務金融系，為財務金融系理財與稅務管理碩士班；資訊科技與管理研究所併入資訊管理，為資訊管理系碩士班。
- 2018年，停招流通管理系日間碩士班、財務金融科進修專校、國際貿易系四技進修部、資訊管理系二技進修部、財務金融系進修學院。
- 2019年，停招不動產投資與經營學位學程、連鎖加盟經營管理學位學程四技日間部、企業管理科進修專校、行銷管理系日間碩士班、財務金融系理財與稅務管理碩士在職專班、資訊管理系四技進修部；財務金融系新增不動產金融與投資管理組、企業管理系增設時尚經營管理組、流通管理系增設連鎖加盟組、應用外語系增設日文組；保險金融管理系取消金融管理組、風險管理與保險。
- 2024年11月陳韻如女仕繼任董事長。
- 2024年獲得教育部准增設日間部四年制《運動產業經營學士學位學程》。

## 歷任校長
| 任期          | 姓名         |
| ------------- | ------------ |
|               | 崔載陽       |
| 1967年-       | 陳以令       |
| 1972年-       | 王更生       |
| 1973年-       | 陳以令       |
| 1975年-       | 陳光憲       |
| 1986年-       | 宋明哲       |
| 1989年-       | 黃文良       |
| 1994年-       | 林安弘       |
| 1997年-       | 黃文良       |
| 2000年9月5日- | 林清河       |
| 2001年9月4日- | 沈筱玲       |
| 2004年8月3日- | 劉崑義(代理) |
| 2005年2月5日- | 郭憲章       |
| 2007年 -      | 邱俊榮(代理) |
| 2008年8月1日- | 郭憲章       |
| 2011年8月1日- | 徐守德       |
| 2021年2月1日- | 盧秋玲       |
| 2025年2月1日- | 李志宏       |

## 教學單位
| 財金學院 | 財務金融系 財務金融系不動產金融與投資管理組 財務金融系數位金融組 財務金融系理財與稅務管理碩士班 | 會計資訊系           |
| 財金學院 | 財政稅務系                                                                                      | 風險管理與財富規劃系 |

| 管理學院 | 國際貿易系                                                       | 企業管理系 企業管理系時尚經營管理組 |
| 管理學院 | 應用外語系 應用外語系日文組                                      | 流通管理系 流通管理系連鎖加盟組     |
| 管理學院 | 行銷管理系 行銷管理系國際會展與觀光休閒組 行銷管理系碩士在職專班 |                                     |

| 資訊學院 | 資訊管理系 數位金融專班(AI跨領域專班) | 資訊科技系 |
| 資訊學院 | 多媒體設計系                          |            |

## 研究中心
| 研究中心 | C4ISR研究中心              | 產業、金融研究中心     |
| 研究中心 | 商業智慧教育訓練暨研究中心 | 學術與產學研究發展中心 |

| 管理學院院級研究中心 | 全球運籌產學研究中心 | 研究與教學應用軟體研習中心 |
| 管理學院院級研究中心 | ERP軟體研習中心      | 國際會展觀光休閒研究中心   |
| 管理學院院級研究中心 | 產學個案研究中心     | 學術發展中心               |

## 學生事務及社團活動
2006年 學生活動中心改為學生會，成立第一屆學生會。
2007年 成立第一屆學生議會。
學生會參與「全國大專校院學生會成果競賽」獲特優獎。
2008年 學生會參與「全國大專校院學生會成果競賽」獲特優獎。
2009年 會資系、綠活圖社參與「全國大專校院績優學生社團評鑑」獲特優獎。
2010年 學生會參與「全國大專校院學生會成果競賽」獲特優獎。
會資系參與「全國大專校院績優學生社團評鑑」獲優等獎。
2011年 學生會參與「全國大專校院學生會成果競賽」獲特優獎。
會資系參與「全國大專校院績優學生社團評鑑」獲優等獎。
2012年 學生會參與「全國大專校院學生會成果競賽」獲特優獎。
吉他社參與「全國大專校院績優學生社團評鑑」獲優等獎。
2013年 學生會參與「全國大專校院學生會成果競賽」獲特優獎。
會資系參與「全國大專校院績優學生社團評鑑」獲優等獎。
2014年 學生會參與「全國大專校院學生會成果競賽」獲卓越獎及金檔獎。
媒計系、熱音社參與「全國大專校院績優學生社團評鑑」獲優等獎。
2015年 學生會參與「全國大專校院學生會成果競賽」獲卓越獎及金檔獎。
媒計系、吉他社參與「全國大專校院績優學生社團評鑑」獲優等獎。
2016年 成立第一屆學生評議會。
學生會參與「全國大專校院學生會成果競賽」獲卓越獎及金卷獎。
企管、吉他社參與「全國大專校院績優學生社團評鑑」獲優等獎及特優獎。
2017年 學生會參與「全國大專校院學生會成果競賽」獲特優獎及簡報獎。
企管、吉他社參與「全國大專校院績優學生社團評鑑」獲特優獎。
2018年 學生會參與「全國大專校院學生會成果競賽」獲特優獎及行政傑出獎、立法傑出獎、選制傑出獎、財物傑出獎。
財金系、熱音社參與「全國大專校院績優學生社團評鑑」獲優等獎。
2019年 學生會參與「全國大專校院學生會成果競賽」獲特優獎及行政傑出獎、立法傑出獎。
舞研社、企管系參與「全國大專校院績優學生社團評鑑」獲特優獎、優等獎。
2020年 學生會參與「全國大專校院學生會成果競賽」獲特優獎及行政傑出獎、立法傑出獎、選制傑出獎、簡報傑出獎。
企管系參與「全國大專校院績優學生社團評鑑」獲優等獎。
2021年 學生會參與「全國大專校院學生會成果競賽」獲特優獎及財物傑出獎。
行銷系參與「全國大專校院績優學生社團評鑑」獲特優獎。
熱音社參與「全國大專校院績優學生社團評鑑」獲甲等獎。
2023年 學生會參與「大專校院學生會成果展」獲全能滿貫獎。

## 對外學術交流
- 美國曼徹普利敦大學[3]：建立大學3+1學士雙聯學位
- 美國漢弗萊斯大學(Humphreys University)
- 美國太平洋路德大學(Pacific Lutheran University)
- 英國西英格蘭大學(University of the West of England)
- 英國密德薩斯大學(Middlesex University)
- 瑞士飯店管理大學(Hotel and Tourism Management Institute Switzerland)
- 澳洲國際飯店管理學院（International College of Hotel Management, ICHM）
- 新加坡東亞管理學院(East Asia Institute of Management)
- 新加坡開普蘭國際學院(Kaplan International College)
- 韓國建國大學(Konkuk University)
- 日本熊本大學(Kumamoto University)
- 日本星城大學（Seijoh University）
- 日本東北文教大學(Tohoku Bunkyo College)
- 中國江蘇經貿職業技術學院
- 中國江蘇財經職業技術學院
- 越南西安理工學校(Tay An Polytechnic)
- 越南創業學院(Viet Nam Entrepreneurship Training College)
- 越南河內金融學院(Hanoi Finance College)

## 國內校際聯盟
- 八芝連圖書館館際合作組織[4]組織成員：
  - 中國文化大學圖書館
  - 東吳大學圖書館
  - 陽明大學圖書館
  - 銘傳大學圖書館
  - 實踐大學圖書館
  - 臺北榮民總醫院圖書館
  - 德明財經科技大學圖書館[5]
  - 大同大學圖書館
- 北區技專校院教學資源中心組織成員：
  - 國立台北科技大學
  - 德明財經科技大學
  - 國立台北護理健康大學
  - 國立台北商業大學
  - 國立台灣戲曲學院
  - 明志科技大學
  - 景文科技大學
  - 聖約翰科技大學
  - 中國科技大學
  - 元培科技大學
  - 東南科技大學
  - 龍華科技大學
  - 台北城市科技大學
  - 致理科技大學
  - 醒吾科技大學
  - 德霖技術學院
  - 黎明技術學院
  - 華夏科技大學
  - 中華科技大學
  - 長庚科技大學
  - 經國管理暨健康學院
  - 亞東技術學院
- 德明高中職校際區域聯盟
  - 內湖高工
  - 臺北市私立大同高級中學
  - 三重商工
  - 臺北市私立泰北高級中學
  - 松山家商
- 台灣學術電子書暨資料庫聯盟[6]
- 全國學術電子資訊資源共享聯盟〈ConCERT〉[7]

## 圖書館資源
校內設有圖書館，座落於伯南紀念館(總館)、圖書二館及研究推廣大樓5~6樓，109學年度館藏圖書累計463,371冊 期刊57,372種 電子資料庫235種 視聽資料16,021件 報紙9種。圖書館簡史與活動紀要。

## 影視取景
由於該校鄰近內湖媒體園區，有為數不少的鄉土劇、偶像劇、MV劇情有需要皆有在此取景的紀錄。另有多部微電影皆在該校取景。
- MV
  - 林俊傑-我還想她
  - 韋禮安-還是會（我可能不會愛你電視原聲帶，除在教室操場取景外，亦於德明學生常去的基湖路、285巷取景)
  - 搖滾音樂劇《夢想家》的主題曲夢想家（0:54、1:09在四合院，1:24在美食街前的座位，1:48在四合院與綜合大樓德前面）
- 電視劇
  - 民視-娘家（萱萱及男友就讀的學校）
  - 三立台灣台-天下父母心（丁國慶逃亡山區即是該校的體適能鍛鍊場）
  - 台視、三立-敗犬女王（劇中「T大」的場景）
  - 中視-牽牛花開的日子
  - 三立台灣台-家和萬事興
  - 三立台灣台-牽手
  - 三立都會台-兩個爸爸
  - 民視-風水世家
  - 三立都會台-有愛一家人
- 電影
  - 九把刀導演-那些年，我們一起追的女孩 劇中「第一屆無差別自由格鬥賽」的場景。
- 氣象
  - 壹電視Weather Girls2011九月份運動篇天氣預報。
- 微電影
  - 花蝴蝶 (微電影) - J‧FIVE影視製作。
  - 弔艷 - 經授權改編自網路作家哈娜2008年之驚悚小說「救命」。
  - 展翼 -
  - 愛上大老闆 - 維思影視多媒體設計工作室製作，主演李鳳新(李組長)。
  - 越線 -
  - 青春本事 -
  - 禁止進入 -
  - 虛擬人生 -
  - 魔女大戰【有腦才夠屌】微電影 - 手機遊戲廣告，短版作為電視廣告。
- 電視廣告
  - 很難交代的時候你需要"膠帶" - 2011年3M Scotch膠帶專家-雙面膠帶電視廣告
  - 超強的Scotch隱形膠帶~~讓鬼都隱形了 - 2011年3M Scotch膠帶專家-隱形膠帶電視廣告
  - 就是要這麼黏~~史上最可歌可泣的求愛大作戰!! - 2011年3M Scotch膠帶專家-強力接著劑電視廣告
  - 魔女大戰OL-有腦篇 - 2013年手機遊戲廣告。

## 参閲
- 發展典範科技大學計畫
- 獎勵大學教學卓越計畫

## 歷年日間部師生比及新生註冊率
- 110學年度日間部學生人數6733，專任老師人數221，日間部師生比30.47（學生數/老師數）。

- 112學年度新生註冊率60.86%。
- 113學年度新生註冊率70.91%。

## 外部連結
- 德明財經科技大學 （页面存档备份，存于）（中文）（简体中文）（英文）（日語）（越南文）
- 德明財經科技大學3+1雙聯學位 （页面存档备份，存于）（中文）
- 德明科技大學學生議會[]（中文）
- 大專校院校務資訊公開平台 （页面存档备份，存于）

1. ↑  .   [2023-01-14]. （原始内容存档于2023-01-01）.
2. ↑  教育部新生(含境外生)註冊率-以「校」統計
 （页面存档备份，存于）